# Landtagswahlkreis Oder-Spree II
Der Wahlkreis Oder-Spree II (Wahlkreis 29) ist ein Landtagswahlkreis in Brandenburg. Er umfasst die Städte Eisenhüttenstadt und Friedland sowie die Ämter Brieskow-Finkenheerd, Neuzelle und Schlaubetal aus dem Landkreis Oder-Spree. Wahlberechtigt waren bei der letzten Landtagswahl 42.504 Einwohner.

## Landtagswahl 2024
Bei der Landtagswahl 2024 wurde Dennis Hohloch im Wahlkreis direkt gewählt:
| Gegenstand der Nachweisung | Gegenstand der Nachweisung | Erst- stimmen | Erst- stimmen | Zweit- stimmen | Zweit- stimmen |
| Bewerber                   | Partei                     | Anzahl        | %             | Anzahl         | %              |
| -------------------------- | -------------------------- | ------------- | ------------- | -------------- | -------------- |
| Wahlberechtigte            |                            | 42.504        | 42.504        | 42.504         | 42.504         |
| Wählende                   |                            | 30.882        | 72,7 %        | 30.882         | 72,7 %         |
| Ungültige Stimmen          |                            | 484           | 1,6 %         | 324            | 1,0 %          |
| Gültige Stimmen            |                            | 30.398        | 98,4 %        | 30.558         | 99,0 %         |
| Björn Wotschefski          | SPD                        | 8.304         | 27,3 %        | 8.562          | 28,0 %         |
| Dennis Hohloch             | AfD                        | 12.302        | 40,5 %        | 11.345         | 37,1 %         |
| Markus Zaplata             | CDU                        | 4.137         | 13,6 %        | 3.103          | 10,2 %         |
| Ronny Böhme                | GRÜNE                      | 340           | 1,1 %         | 407            | 1,3 %          |
| Katharina Slanina          | Die Linke                  | 1.236         | 4,1 %         | 619            | 2,0 %          |
| Thoralf Schapke            | BVB/FW                     | 1.954         | 6,4 %         | 734            | 2,4 %          |
| Manfred Dietrich           | FDP                        | 413           | 1,4 %         | 176            | 0,6 %          |
| –                          | Tierschutzpartei           | -             | -             | 486            | 1,6 %          |
| Norman Heß                 | Plus (Piraten, ÖDP, Volt)  | 436           | 1,4 %         | 199            | 0,7 %          |
| –                          | BSW                        | -             | -             | 4.619          | 15,1 %         |
| –                          | III. Weg                   | -             | -             | 32             | 0,1 %          |
| –                          | DKP                        | -             | -             | 25             | 0,1 %          |
| –                          | DLW                        | -             | -             | 125            | 0,4 %          |
| –                          | WU                         | -             | -             | 126            | 0,4 %          |
| Andreas Gliese             |                            | 1.276         | 4,2 %         |                |                |

## Landtagswahl 2019
Bei der Landtagswahl 2019 wurde Kathleen Muxel im Wahlkreis direkt gewählt.
| Direktkandidat         | Partei           | Erststimmen in % | Zweitstimmen in % |
| ---------------------- | ---------------- | ---------------- | ----------------- |
| Christiane Barcikowski | SPD              | 21,5             | 25,1              |
| Andreas Gliese         | CDU              | 23,2             | 16,0              |
| Mirko Böhnisch         | Die Linke        | 11,8             | 10,0              |
| Kathleen Muxel         | AfD              | 28,3             | 30,5              |
| Carolin Hilschenz      | GRÜNE            | 5,1              | 5,1               |
| Thoralf Schapke        | BVB/FW           | 7,3              | 5,4               |
| –                      | PIRATEN          | –                | 0,7               |
| Henry Schumann         | FDP              | 2,8              | 3,7               |
| –                      | ÖDP              | –                | 0,6               |
| –                      | Tierschutzpartei | –                | 2,6               |
| –                      | V-Partei³        | –                | 0,2               |

## Landtagswahl 2014
Bei der Landtagswahl 2014 wurde Andreas Gliese im Wahlkreis direkt gewählt.
Die weiteren Wahlkreisergebnisse:
| Direktkandidat       | Partei    | Erststimmen in % | Zweitstimmen in % |
| -------------------- | --------- | ---------------- | ----------------- |
| Detlef Baer          | SPD       | 21,7             | 27,4              |
| Heidemarie Wiechmann | Die Linke | 19,0             | 17,2              |
| Andreas Gliese       | CDU       | 24,3             | 21,8              |
| Karoline Weiß        | GRÜNE     | 2,4              | 2,8               |
| Dietmar Baesler      | FDP       | 2,8              | 1,2               |
| Gerd Wagner          | NPD       | 3,7              | 3,8               |
| Egon Niemack         | BVB/FW    | 6,3              | 2,5               |
|                      | REP       |                  | 0,5               |
|                      | DKP       |                  | 0,2               |
| Wilfried Selenz      | AfD       | 18,5             | 21,3              |
| Frank Behr           | PIRATEN   | 1,2              | 1,3               |

## Landtagswahl 2009
Bei der Landtagswahl 2009 wurde Helga Böhnisch im Wahlkreis direkt gewählt.
Die weiteren Wahlkreisergebnisse:
| Direktkandidat  | Partei              | Erststimmen in % | Zweitstimmen in % |
| --------------- | ------------------- | ---------------- | ----------------- |
| Peter Müller    | SPD                 | 26,9             | 33,4              |
| Helga Böhnisch  | Die Linke           | 32,8             | 29,1              |
| Andreas Gliese  | CDU                 | 21,1             | 19,1              |
| —               | DVU                 | —                | 01,1              |
| Clemens Rostock | GRÜNE               | 04,1             | 03,6              |
| Frank Ullrich   | FDP                 | 05,8             | 06,6              |
| Petra Streit    | 50 Plus             | 02,4             | 01,3              |
| —               | DKP                 | —                | 00,2              |
| —               | REP                 | —                | 00,5              |
| —               | Die-Volksinitiative | —                | 00,2              |
| Gerd Wagner     | NPD                 | 02,8             | 02,5              |
| —               | RRP                 | —                | 00,4              |
| Egon Niemack    | Freie Wähler        | 04,2             | 02,1              |

## Landtagswahl 2004
Die Landtagswahl 2004 hatte folgendes Ergebnis:
| Direktkandidat        | Partei          | Erststimmen in % | Zweitstimmen in % |
| --------------------- | --------------- | ---------------- | ----------------- |
| Ingrid Siebke         | SPD             | 19,2             | 28,5              |
| Marina Marquardt      | CDU             | 16,3             | 18,8              |
| Helga Böhnisch        | PDS             | 27,9             | 28,8              |
| –                     | DVU             | –                | 07,0              |
| Oliver Heisel         | Grüne           | 02,1             | 01,9              |
| Thomas Rein           | FDP             | 03,1             | 02,9              |
| Karl-Friedrich Rubach | AfW             | 07,4             | 03,0              |
| –                     | AUB-Brandenburg | –                | 00,7              |
| –                     | DKP             | –                | 00,2              |
| –                     | Graue           | –                | 01,2              |
| –                     | Familie         | –                | 04,0              |
| –                     | 50Plus          | –                | 01,5              |
| –                     | JA              | –                | 00,7              |
| –                     | Offensive D     | –                | 00,2              |
| –                     | BRB             | –                | 00,8              |
| Werner Ruppert        | Einzelbewerber  | 024,0            | –                 |